# Tark-e Veys
Tark-e Veys (persiska: ترک ویس) är en ort i Iran.   Den ligger i provinsen Kermanshah, i den västra delen av landet, 500 km väster om huvudstaden Teheran. Tark-e Veys ligger 686 meter över havet och antalet invånare är 378.
Terrängen runt Tark-e Veys är lite bergig. Runt Tark-e Veys är det ganska tätbefolkat, med 155 invånare per kvadratkilometer. Närmaste större samhälle är Sarpol-e Z̄ahāb, 10,9 km nordväst om Tark-e Veys. Trakten runt Tark-e Veys består till största delen av jordbruksmark.